# Cantón de Grecia
Cantón de Grecia är en kanton i Costa Rica.   Den ligger i provinsen Alajuela, i den centrala delen av landet, 30 km nordväst om huvudstaden San José. Antalet invånare är 76 898. Arean är 396 kvadratkilometer.
Terrängen i Cantón de Grecia är kuperad åt sydväst, men åt nordost är den bergig.